# Dosímetro

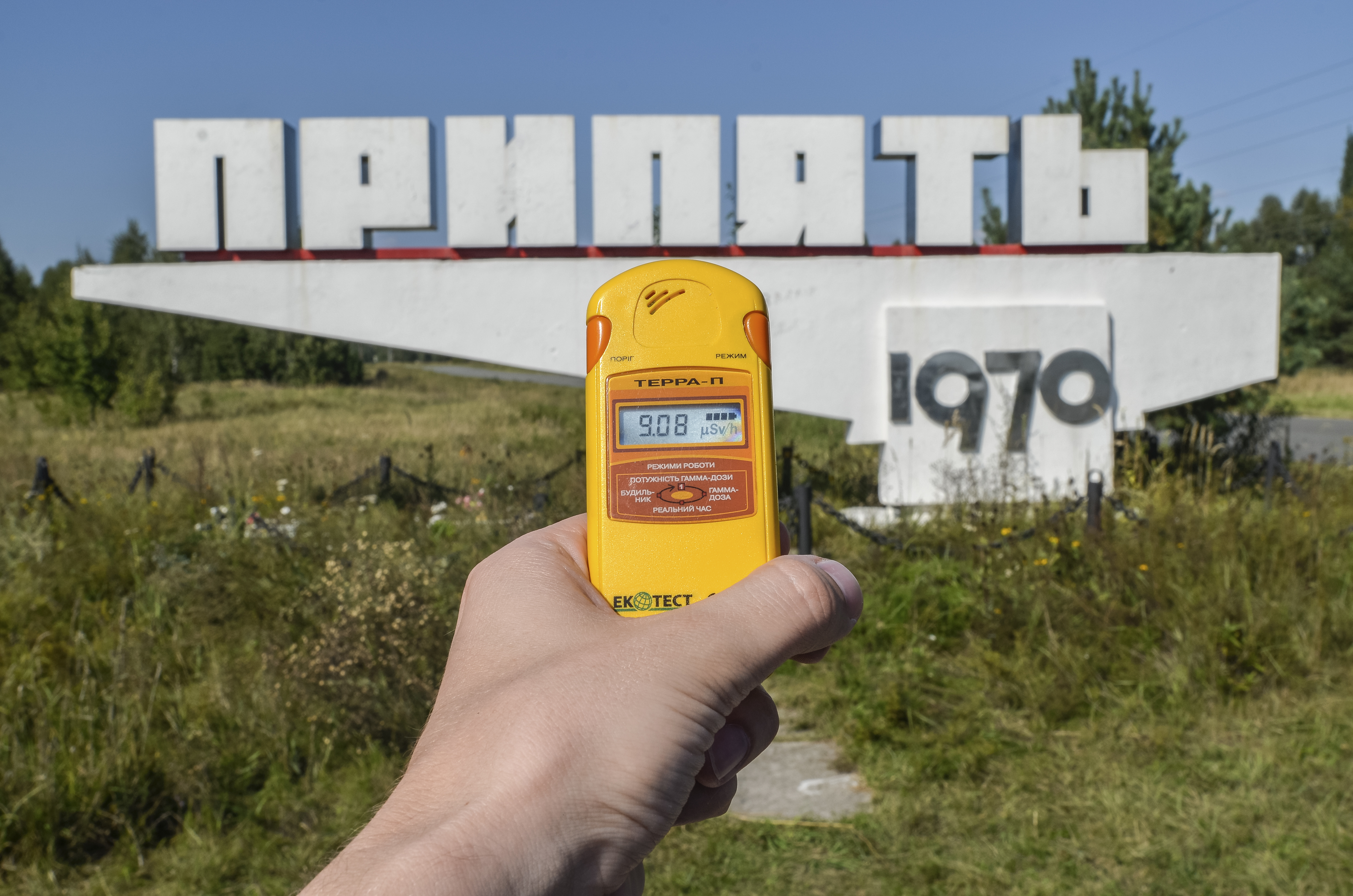
Dosímetro de radiação em Pripyat

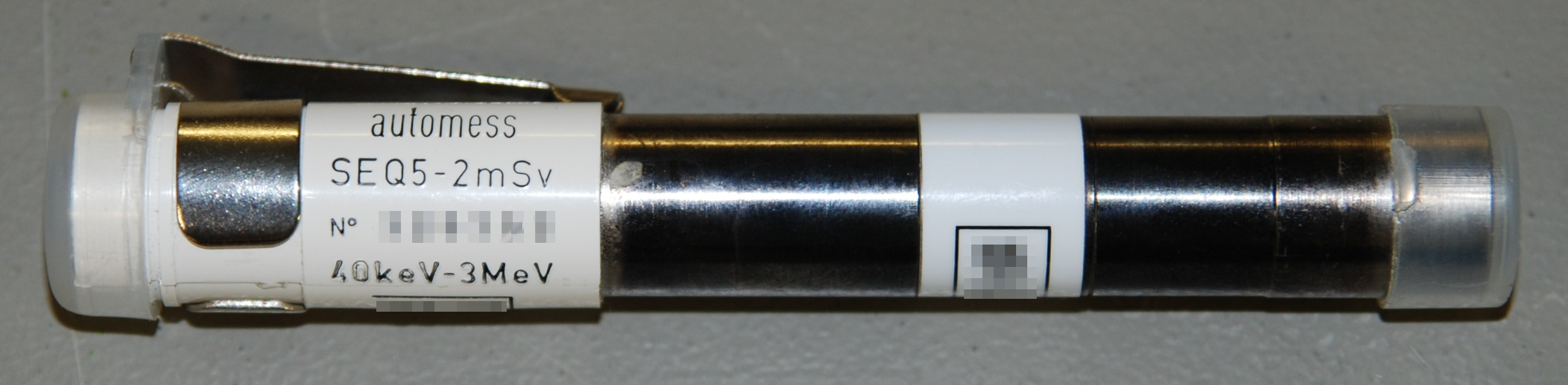
Dosímetro de bolso.

Um dosímetro é um dispositivo que tem como função medir a exposição de um indivíduo à radiação, ruído, vibração e produtos químicos específicos durante um período de tempo. Ele tem dois usos principais: para proteção contra danos à saúde humana e para a medição da dose em processos industriais.

## Dosímetros de uso pessoal
Dosímetros de uso pessoal tem um papel fundamental no campo da dosimetria radiológica, principalmente para indivíduos ocupacionalmente expostos. Eles são usados para estimar e monitorar a dose de radiação ionizante recebida por um indivíduo. 